# Enispa vinacea
Enispa vinacea är en fjärilsart som beskrevs av George Francis Hampson 1891. Enispa vinacea ingår i släktet Enispa och familjen nattflyn. Inga underarter finns listade i Catalogue of Life.